# Valorant
Valorant (стилізовано як VALORANT) — безкоштовний інтелектуальний шутер від першої особи, розроблений компанією Riot Games для Microsoft Windows. Вперше представлений під кодовою назвою Project A (укр. Проєкт Ей) у жовтні 2019 року. Гра розпочала закрите бета-тестування з обмеженим доступом 7 квітня 2020 року, після чого 2 червня 2020 року відбувся офіційний випуск. Розробка гри почалася в 2014 році. Valorant черпає натхнення із серії тактичних шутерів Counter-Strike.

## Ігровий процес
Valorant — це командний інтелектуальний шутер від першої особи, який розгортається в найближчому майбутньому. Гравці грають за одного з набору агентів, персонажів, розроблених на основі кількох країн і культур по всьому світу. У режимі основної гри гравці призначаються або до атакуючої, або до команди, що захищається, причому кожна команда має п'ять гравців. Агенти мають унікальні здібності, кожна з яких вимагає зарядів, а також унікальну кінцеву здатність, яка вимагає заряджання через вбивства, смерть, кулі або цілі. Кожен гравець починає кожен раунд з «класичним» пістолетом і одним або кількома зарядами «підписних здібностей». Іншу зброю та заряди здібностей можна придбати за допомогою внутрішньоігрової економічної системи, яка присуджує гроші на основі результатів попереднього раунду, будь-яких вбивств, за які несе відповідальність гравець, і виконання будь-яких цілей. У грі є асортимент зброї, включаючи вторинну зброю, як-от стрілецьку зброю, і основну зброю, як-от пістолети-кулемети, дробовики, кулемети, штурмові гвинтівки та снайперські гвинтівки. Існує автоматична та напівавтоматична зброя, кожна з яких має унікальну схему стрільби, якою гравець повинен керувати, щоб мати можливість точно стріляти. Різні агенти дозволяють гравцям знаходити більше способів насадити Спайк і стиль на ворогів за допомогою скребків, стратегів і мисливців будь-якого виду. Наразі він пропонує на вибір 25 агент. Це Brimstone, Viper, Omen, Cypher, Sova, Sage, Phoenix, Jett, Raze, Breach, Reyna, Killjoy, Skye, Yoru, Astra, KAY/O, Chamber, Neon, Fade, Harbor, Gekko, Deadlock, Iso, Clove та Vyse

### Нерейтинговий режим
У стандартному нерейтинговому режимі матч грається як найкращий із 25 — перемагає команда, яка першою виграє 13 раундів. Команда атаки має пристрій типу бомби під назвою «Спайк». Вони повинні доставити та активувати Спайк в одному з кількох зазначених місць (місць для бомб). Якщо атакуюча команда успішно захищає активований Спайк протягом 45 секунд, він вибухає, руйнуючи все в певній області, і вони отримують очко. Якщо команда, що захищається, може деактивувати Спайк, або 100-секундний таймер раунду закінчується, а атакуюча команда не встановить Спайк, команда, що захищається, отримує очко. Якщо всі члени команди вибувають до активації Спайка, або якщо всі члени команди, що захищається, вибувають після встановлення Спайка, команда суперника отримує очко. Якщо обидві команди виграють 12 раундів, настає раптова смерть, при якій команда-переможець цього раунду виграє матч, що відрізняється від овертайму для змагальних матчів. Крім того, якщо після 4 раундів команда бажає програти цей матч, вона може попросити проголосувати за капітуляцію. Якщо рішення буде одностайним, команда-переможець отримує всі зарахування за перемогу в кожному раунді, необхідну для досягнення 13-ти раундів, а команда, яка програла, отримує програш. Команда має лише два шанси здатися: один як нападники, а інший як захисник.

### Квапливий Спайк
У режимі «Квапливий Спайк» матч проходить як найкращий із 7 раундів — перемагає команда, яка першою виграє 4 раунди. Гравці починають раунд із повністю зарядженими всіма здібностями, крім ультимейту, що заряджається вдвічі швидше, ніж у стандартних іграх. Усі гравці атакуючої команди мають Спайк, але за раунд можна активувати лише один. Зброя обирається випадковим чином у кожному раунді, і кожен гравець отримує однакову зброю. Кулі для ультимейту, як в стандартній грі присутні, але натомість є кілька куль для посилення.

### Змагальні матчі
Змагальні матчі такі ж, як і нерейтингові з додаванням системи рейтингу на основі перемог, яка призначає ранг кожному гравцю після 5 зіграних ігор. Перш ніж ви зможете грати в змагальні ігри, вам потрібно буде отримати 20 рівень облікового запису. У липні 2020 року Riot ввів умову «перемога з двома» для змагальних матчів, коли замість того, щоб грати в один раунд раптової смерті за рахунком 12-12, команди чергуватимуть раунди нападу та захисту в овертаймі, поки команда не здобуде перемогу, забезпечивши перевага в двох матчах. Кожен раунд додаткового часу дає гравцям однакову суму грошей на придбання зброї та здібностей, а також приблизно половину їх максимального заряду здібностей. Після кожної групи з двох раундів гравці можуть проголосувати, щоб завершити гру внічию, при цьому потрібно, щоб 6 гравців після першого сету, 3 після другого, а потім лише 1 гравець погодився на нічию. Конкурентна система рейтингу коливається від Iron до Radiant. Кожен ранг, крім Radiant, має 3 рівні. Immortal & Radiant зарезервовано для 500 найкращих гравців, у яких є число, пов'язане з їхнім рангом, що дозволяє гравцям із топ-500 мати показник, за яким вони можуть порівняти свій рейтинг з іншими на їхньому рівні.

### Бій на смерть
Режим Бій на смерть був введений 5 серпня 2020 року. 14 гравців беруть участь у 9-хвилинному вільному матчі, і той, хто першим досягає 40 вбивств, або гравець, який має найбільше вбивств після закінчення часу, перемагає. Гравці з'являються з випадковим агентом, і всі здібності відключаються під час матчу, що забезпечує чисту перестрілку. Зелені набори здоров'я випадають при кожному вбивстві, завдяки чому гравець отримує максимальне здоров'я, броню та боєприпаси, якщо тільки гравець не використовує кулемет, що дає гравцеві лише 30 додаткових куль.

### Ескалація
Ігровий режим ескалація був представлений 17 лютого 2021 року і подібний до концепції «gungame» в Counter-Strike та Call of Duty: Black Ops, хоча це командний режим, а не вільний для всіх з 5 гравцями на кожному. команда. Гра має випадковий вибір з 12 видів зброї для проходження. Як і в інших версіях зброї, команді потрібно вбити певну кількість, щоб перейти до наступної зброї, і зброя стає все гірше, коли команда проходить через неї. Є дві умови перемоги, якщо одна команда успішно пройде всі 12 рівнів, або якщо одна команда перебуває на вищому рівні за команду суперника протягом 10 хвилин. Так само, як і бої на смерть, гравці з'являються як випадковий агент, не в змозі використовувати здібності, оскільки режим гри налаштований на суто бійки. Присутні також такі здібності, як дрони Sova, бот Raze і ракетна установка, є здібностями, які кожен може використовувати як зброю. Після вбивства випадають зелені набори здоров'я, які максимально поповнюють здоров'я, броню та боєприпаси гравця. У ігровому режимі також увімкнено автоматичне відродження, відродження гравців у випадкових місцях на карті.

### Реплікація
Ігровий режим реплікація почав працювати 11 травня 2021 року. Під час вибору агента гравці голосують за того, за якого агента вони хотіли б грати. Після закінчення часу або після того, як усі проголосували, гра випадковим чином вибирає один із голосів гравця. Тоді вся команда буде грати за цього агента, навіть якщо один із гравців не розблокував цього агента. Формат режиму — найкращий з дев'яти, коли гравці міняються сторонами після четвертого раунду. Гравці можуть купувати зброю та щити за попередньо встановлену кількість кредитів. Здібності попередньо купуються. Зброя та щити скидаються кожен раунд.

### Гра в сніжки
Ігровий режим «Гра в сніжки» був випущений 15 грудня 2020 року. Це режим гри у форматі «командний бій на смерть», у якому потрібно вбити 50 осіб. Здібності не можна використовувати, і гравці з'являються як випадковий агент. Єдина доступна зброя — це пускова установка для сніжок, яка миттєво вбиває, але повільно, і використовує дугу на основі снаряда. Є нескінченна кількість патронів. Протягом усієї гри створюватиметься «портал», доставляючи подарунки, кожен із яких містить випадкове збільшення потужности.

## Агенти
У грі є велика різноманітність ігрових персонажів з різних країн світу. Агенти поділяються на 4 ролі: дуелянти, вартові, ініціатори та контролери. Кожен агент має різну роль, яка вказує на те, як зазвичай виконується агент.

### Дуелянти
Дуелянти спеціалізуються на атаці та проникненні на місце бомби для команди. Офіційне визначення дуелянтів у Riot — «самодостатні вбивці». Дуелянти в основному створюють простір для своєї команди, виходячи на точку для Спайка, надаючи своїм товаришам інформацію та полегшуючи дорогу до місця для встановлення Спайка. Їхні здібності, як правило, складаються із спалахів, які засліплюють ворогів, і здібностей, заснованих на рухах, які дозволяють їм долати великі відстані швидше, ніж інші агенти. Цей тип набору здібностей дозволяє дуелянтам сяяти якнайкраще, коли вони можуть застати гравців зненацька і отримати ударні осколки.
У атаці дуелянти найчастіше йдуть вперед, ведучи атаку. Очікується, що вони будуть перед усіма, щоб отримати перші вибори з ворогами, оскільки їхні здібності часто дають їм конкурентну перевагу під час бою з ворогом, проте на практиці це не завжди так тому, що вони залишаються позаду своєї команди, даючи їм можливість справитись самотужки і після смерті усіх союзників вони продовжують своє полювання на ворогів.
У обороні дуелянти будуть тримати задушливі точки, де вороги намагаються проникнути в об'єкти. Завдяки мобільності в їх комплектах, вони можуть отримати вибір і змінити позицію, надаючи своїй команді перевагу в чисельності.
Серед дуелянтів Jett, Pheonix, Raze, Reyna, Yoru, Neon та  Iso

#### Jett
Jett — корейський агент.
- Updraft дозволяє Jett стрибати високо в повітрі й парувати в повітрі, однак, поки вона летить, її ціль значно зменшується.
- Tailwind дозволяє Jett мчатися вперед на коротку відстань за частки секунди, але її все ще видно.
- Cloudburst дозволяє Jett перешкоджати огляду на шляху, кидаючи короткочасну хмару. Проте її можна прострелити.
- Bladestorm, ультимейт Jett, дозволяє Jett спорядити п'ять метальних ножів, які вона може кинути з високою точністю, після вбивства вона отримує всі п'ять ножів назад.

#### Phoenix
Phoenix — британський агент.
- Curveball дозволяє Phoenix кидати м'яч за кут. Кулька вибухне, і коли це станеться, кожен, хто подивиться на її, на мить осліпне.
- Hotthands дозволяє Phoenix кидати вогнянну кулю, коли вона приземлиться, м'яч завдасть шкоди тому, хто стане нього, якщо по ньому ходити протягом короткого періоду часу, проте Phoenix воно відновлює здоров'я.
- Blaze дозволяє Phoenix кидати «лінію полум'я», яка заважає огляду та завдає шкоди, коли через проходить неї, крім самого Phoenix, адже вона, як і Hotthands, відновлює йому здоров'я. Через кілька секунд стіна зникне.
- Run It Back — це ультимейт Phoenix, який дозволяє йому розмістити маркер там, де він його активує. Якщо він помре, або таймер закінчиться, він знову з'явиться біля маркера.

### Вартові
Вартові — це оборонна лінія, яка спеціалізується на блокуванні місць для Спайку і захисту товаришів по команді від ворогів. Їхні здібності в основному складаються зі статичних «об'єктів», які є перешкодами для ворогів. Ці об'єкти можуть дати команді цінну інформацію та/або завдати шкоди.
Під час атаки вартові можуть використовувати свої здібності, щоб відрізати певні частини карти або встановлювати «об'єкти», які можуть гарантувати, що противник не зможе обійти, будучи непоміченим.
У обороні вартові можуть використовувати свої здібності, щоб уповільнити доступ ворогів до місця, або вони використовують свою зброю, щоб повністю зупинити атаку ворога (беруть на себе роль дуелянта та пушать знищувати ворога). Це дає дорогоцінний час для членів команди вартових, щоб прийти і надати оборонну підтримку.
До вартових належать Chamber, Cypher, Killjoy, Sage, Deadlock і Vyse 

#### Sage
Sage — китайський агент.
- Slow Orb дозволяє Sage спорядити сферу. Після того, як куля буде кинута, область, в якій вона приземлилася, сповільнить будь-яких гравців, які по ній йдуть.
- Healing Orb дозволяє Sage зцілювати своїх товаришів по команді або себе один раз. Здатність перезаряджається через 45 секунд.
- Barrier Orb дозволяє Sage розмістити тверду стіну в бажаному місці. Стіну неможливо прострілити або пройти, але можна постріляти достатньо разів, щоб зламати.
- Resurrection, ультимейт Sage дозволяє їй оживити побратима по команді після його смерті.

### Ініціатори
Ініціатори планують наступальні поштовхи. Ініціатори спеціалізуються на прориві оборонних позицій противника. Здібності ініціаторів можуть складатися з спалахів, а також здібностей, які можуть виявити розташування ворогів. Ця інформація дозволяє зловмисникам знати, де знаходяться вороги, і полегшує захоплення сайту.
У захисті ініціатори можуть використовувати свої здібності, щоб допомогти своїм товаришам по команді повернути втрачений бік.
До ініціаторів включають Breach, KAY/O, Skye, Sova, Fade і Gekko.

#### Sova
Sova — російський агент.
- Shock Bolt дозволяє Sova екіпірувати лук та стріли. Коли стріла приземляється, вона завдає шкоди всім у радіусі дії стріли.
- Recon Bolt дозволяє Sova спорядити лук і стріли, коли стріла приземлиться, вона покаже всіх ворогів, які знаходяться в радіусі стріли. Вона не покаже ворогів, які перебувають за стіною.
- Owl Drone дозволяє Sova знімати з безпілотника з обмеженою батареєю для розвідки попереду.
- Hunter's Fury — це ультимейт Sova, і під час активації Sova споряджає лук, який завдає 80 шкоди і може стріляти крізь стіни, однак він має лише 3 заряди.

### Контролери
Контролери спеціалізуються на «розрізанні небезпечної території, щоб налаштувати свою команду на успіх». Вони використовують свої здібності для створення покриття або очищення простору за допомогою стримування натовпу.
Щоб допомогти своїй команді проникнути на територію ворога, їх здібності можуть складатися з диму, сповільнення, оглушення та спалаху. Завдяки своїм димам контролери можуть контролювати лінії огляду на карті, що робить його безпечнішим переміщатися картою, не будучи помітним.
У нападі контролери можуть задимлювати певні напрямків і використовувати свій контроль натовпу на загальних оборонних місцях, щоб змусити ворогів відкритися.
На захисті контролери можуть задимлювати та/або використовувати контроль натовпу на під'їздах, щоб затримати або перешкодити ворожій команді рухатися вперед.
Контролерами є Astra, Brimstone, Omen, Viper, Harbor і Clove

#### Brimstone
Brimstone — американський агент.
- Incendiary дозволяє Brimstone оснастити гранатомет з одним коктейлем Молотова. Коли він приземлиться, коктейль пошкодить підлогу навколо нього, якщо по ньому ходити протягом короткого періоду часу.
- Sky Smoke дозволяє Brimstone перешкоджати огляду в будь-якому місці, запускаючи з неба димові гранати.
- Stim Beacon робить потужний імпульс, який збільшує його вогневу міць
- Orbital Strike дозволяє Brimstone проводити орбітальний удар. У вибраній області для ворогів буде коротше попередження, будь-хто в цьому районі помре.

###### Viper
Viper- американський агент.
- Toxic Screen дозволяє Viper розгортати довгу лінію газу яка проходить через стіни. Також стіну можна використовувати повторно.
- Snake Bite дозволяє Viper кидати колбу токсину яка розбивається при ударі від підлоги розливається на 4.5 метра та наносить шкоду.
- Poison Cloud дозволяє кидати Viper кидати маленький ромбоподіної форми коробочку з якої витікає газ також можна підібрати та використати повторно.
- Viper's Pit це абсолютна здібність Viper який дозволяє їй створювати велику наземну хмару токсичного диму та наносити урон противникам які задуть в зону хмари

## Крамниця
Крамниця складається з двох розділів: Рекомендовані та Пропозиції. В обох розділах гравці можуть купувати скіни зброї, використовуючи очки Valorant, які змінюють зовнішній вигляд їхньої зброї в грі. Очки Valorant (VP) — це внутрішньоігрова валюта, яку можна придбати лише за реальну валюту в ігровому клієнті. Розділ пропозицій крамниця дає гравцям можливість купувати чотири невідомі скіни, і чотири пропоновані скіни змінюються випадковим чином кожні 24 години. Рекомендований розділ магазину змінюється кожні два тижні. Здебільшого в розділі з пропозиціями будуть доступні нові скини від Riot, що дасть гравцям обмежену можливість купувати їх, не чекаючи, поки вони з'являться в розділі пропозицій.

## Розробка
Valorant був розроблений і випущений Riot Games, студією, що стоїть за League of Legends. Розробка розпочалася в 2014 році в рамках їхнього відділу досліджень і розробок. Джо Зіглер, ігровий директор Valorant, приписується початковій ідеї Valorant під час формулювання потенційних ігор разом з іншими розробниками Riot. Девід Ноттінгем є креативним директором Valorant. Тревор Ромлескі, колишній дизайнер League of Legends, і Сальваторе Ґароццо, колишній професійний гравець і дизайнер карт для Counter-Strike: Global Offensive, є ігровими дизайнерами Valorant. Мобі Франке, колишній розробник Valve, який був художником і дизайнером персонажів для Half-Life 2 і Team Fortress 2, є артдиректором.
Valorant був розроблений з двома основними фокусами: зробити тактичні шутери та кіберспорт доступнішими для нових гравців, а також створити гру, яка б залучила велику конкурентну сцену, одночасно вирішивши багато критики, яку висловлюють професійні гравці з ігор у цьому жанрі. Ігри, орієнтовані на великі активні спільноти та бази гравців, як правило, безкоштовні ігри, такі як Fortnite або власна League of Legends від Riot, як правило, акцентують увагу на ширшому наборі покращень системної продуктивності та стабільності гри, а не на новітніх технологіях чи графіку, як спосіб переконатися, що вони максимально доступні. В інтерв'ю, що передували запуску гри, ігровий директор Джо Зіглер і продюсер Анна Донлон сказали, що Valorant створено для людей, які грають у свій перший тактичний шутер так само, як і для професійних гравців, і що доступність гри була великим пріоритетом.
Riot вирішив розробити Valorant за допомогою Unreal Engine 4, який, за словами команди розробників, дозволить зосередитися на ігровому процесі та оптимізації, а не витрачати час на основні системи. Щоб досягти мети нижчого бар'єру продуктивності, щоб більше людей могли грати у Valorant, команда встановила дуже низькі мінімальні та рекомендовані вимоги до обладнання для гри. Щоб досягти 30 кадрів в секунду на цих невеликих вимогах, команді інженерів гри на чолі з Маркусом Рідом, який раніше працював над Gears of War 4, довелося внести кілька модифікацій в движок. Ці модифікації включали редагування рендерера з використанням мобільного шляху візуалізації движка як базового або переробку системи освітлення гри, щоб відповідати статичному освітленню, яке часто потрібно тактичним шутерам, щоб не заважати ігровому процесу. Сучасні основи Unreal також допомогли вирішити багато проблем, які Riot збирався вирішити в інших іграх цього жанру, а додаткові модифікації допомогли досягти іншої мети гри — створити відповідне конкурентне середовище, зокрема оптимізувати продуктивність сервера шляхом відключення анімації персонажів у небойових ситуацій та видалення непотрібних оцінок у процесі реєстрації влучень. Під час розробки Riot Games пообіцяли працювати над пінгом менше 35 мілісекунд для щонайменше 70 % гравців гри. Щоб досягти цього, Riot пообіцяв 128-тикові сервери в більшості великих міст світу або поблизу них, а також співпрацювати з постачальниками інтернет-послуг для встановлення виділених підключень до цих серверів. Через збільшення інтернет-трафіку під час пандемії COVID-19 у Riot виникли проблеми з оптимізацією з'єднань та ping до обіцяного рівня.

## Випуск
У жовтні 2019 року Valorant дражнили під умовною назвою «Проєкт Ей». Про це було оголошено 1 березня 2020 року з ігровим відео на YouTube під назвою «The Round». Закрите бета-тестування гри було запущено 7 квітня 2020 року. Щоб отримати ключ доступу до бета-версії, гравці повинні були зареєструвати облікові записи як у Riot Games, так і на потоковій платформі Twitch, а також дивитися пов'язані потоки. Ця бета-версія завершилася 28 травня 2020 року, а повністю випущена гра 2 червня 2020 року.

## Сприйняття
| Агрегатор  | Оцінка |
| ---------- | ------ |
| Metacritic | 80/100 |

| Видання       | Оцінка |
| ------------- | ------ |
| Game Informer | 8.5/10 |
| GameSpot      | 7/10   |
| IGN           | 9/10   |
| The Guardian  | [ 46 ] |

Valorant порівнюють з Counter-Strike: Global Offensive від Valve, в обох іграх дві команди по п'ять гравців намагаються закласти бомбу, а також із класовим шутером Overwatch від Blizzard Entertainment чи Paladins: Champions of the Realm від Evil Mojo Games, оскільки в обох іграх є кілька класів і персонажів, які відповідають різним стилям гри.
Остін Ґослін з Polygon похвалив бета-версію Valorant, описавши її як вишукану та «одну з найцікавіших тактичних шутерів, у яких я грав». У перший день запуску бета-версії Valorant отримав друге місце за кількістю одночасних глядачів для будь-якої гри на Twitch: 1,73 мільйона глядачів налаштувалися на десятки потоків. Лише інша назва від Riot Games, League of Legends, мала більше одночасних глядачів, коли 1,74 мільйона дивилися фінал чемпіонату світу 2019 року.
Valorant's зазнала критики за свою токсичну систему голосового зв'язку, в якій домінують чоловіки. "Емілі Ренд з ESPN розповіла про свій негативний досвід гри в командах, які використовують функцію голосового зв'язку як жінка. Ренд «відмовляється від використання», коли вона не грає зі своїми друзями. Джордон Оломан із The Guardian пояснює, як «погані яблука серед гравців Valorant очікують абсурдного рівня досконалости, а критика голосового чату, що виникає в результаті, навряд чи є конструктивною».
На The Game Awards 2020 вона була номінована на найкращу кіберспортивну гру, найкращу багатокористувацьку гру та найкращу підтримку спільноти.

### Програмне забезпечення для захисту від читів
Гру розкритикували через програмне забезпечення для захисту від читів Vanguard, оскільки було виявлено, що вона працює на драйвері ядра, що дозволяє отримати доступ до комп'ютерної системи. OSNews висловив стурбованість тим, що Riot Games і її власник, китайський технологічний конгломерат Tencent, можуть шпигувати за гравцями, а драйвер ядра потенційно може використовуватися третіми сторонами. Однак Riot Games заявили, що драйвер не надсилає їм жодної інформації, і запустили Bug Bounty, щоб запропонувати винагороду за звіти, які демонструють вразливості програмного забезпечення.
Valorant не працюватиме в Windows 11, якщо в системі не ввімкнено (або він узагалі відсутній) криптопроцесор, сумісний із Trusted Platform Module (TPM) 2.0, як того вимагають мінімальні системні вимоги Microsoft для операційної системи.

## Кіберспорт

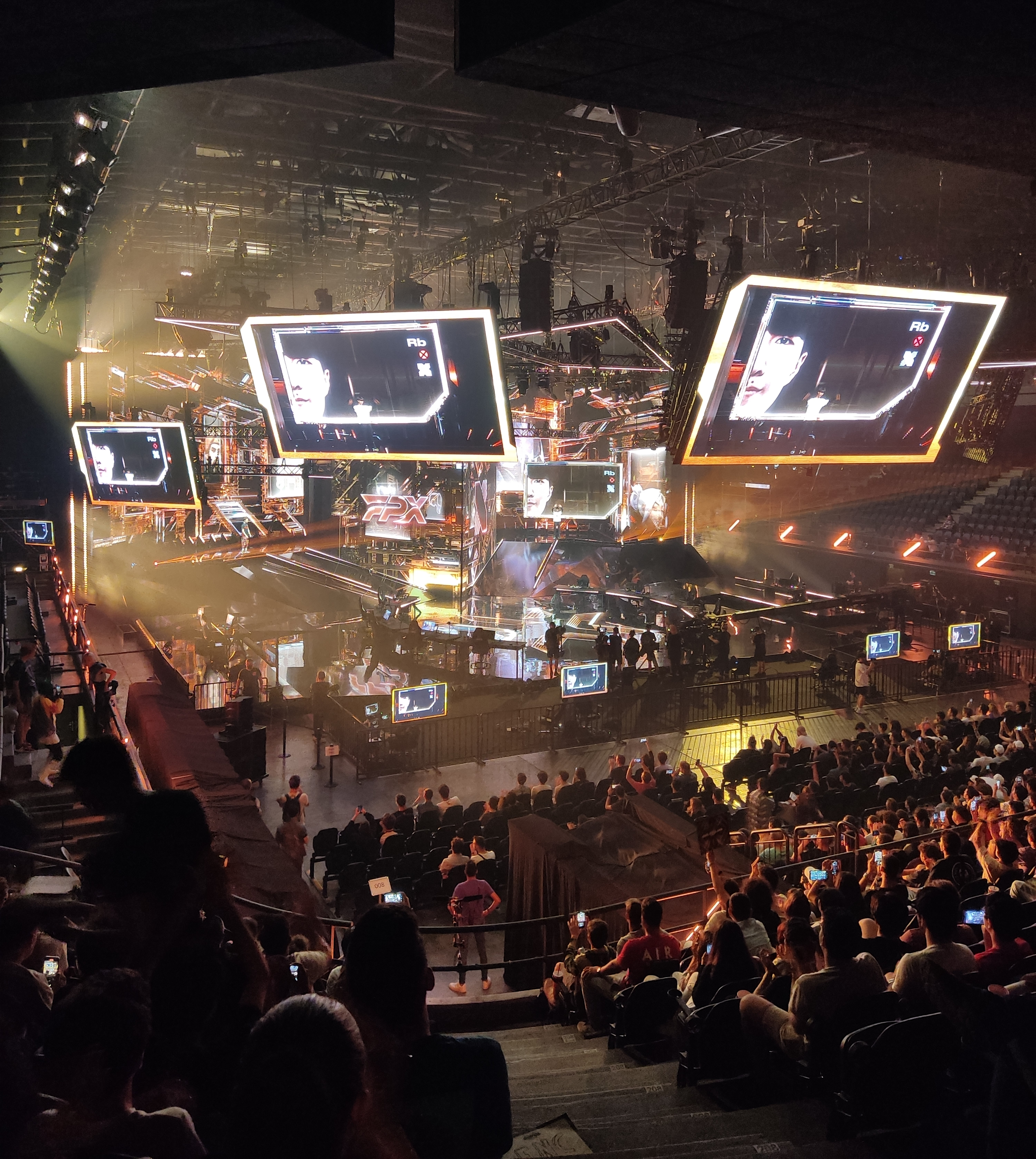
Турнір 2022 Valorant Champions на Volkswagen Arena (Стамбул)

Valorant, як і багато інших змагальних шутерів, почав активно працювати кіберспорті. Riot Games вирішила створити перший турнір під назвою «First Strike», щоб створити основу для кіберспортивної сцени, яка буде створена за допомогою гри. У листопаді 2020 року Riot Games оголосила про серію турнірів під назвою VALORANT Champions Tour (VCT), що є річним змаганням, яке складається з трьох рівнів:
- VALORANT Challengers — регіональні змагання, які є відбірковими до Masters
- VALORANT Masters — міжнародні змагання в середині сезону, розділені на багато етапів
- VALORANT Champions — чемпіонат світу року.

Команди отримають пряму кваліфікацію до чемпіонів, вигравши 3 етап VALORANT Masters або зайнявши найвищі місця в турнірній таблиці Circuit Point у своєму регіоні за результатами Challengers і Masters. Команди, які посідають середні місця в турнірній таблиці Circuit Point, отримають ще один шанс кваліфікуватися до чемпіонів, вигравши відбіркові турніри останнього шансу (Північна Америка, EMEA, Південна Америка, Азіатсько-Тихоокеанський регіон).
Чемпіонат 2021 Valorant Champions проходив 1-12 грудня в Берліні. Acend переміг Gambit Esports з рахунком 3-2 у фіналі і став першим чемпіоном світу з кіберспорту Valorant.
Чемпіонат 2022 Valorant Champions проходив з 31 серпня по 18 вересня у Стамбулі. У фіналі команда LOUD обіграла OpTic Gaming з рахунком 3:1 і стала 2-м чемпіоном світу з кіберспорту за версією Valorant.

## Мобільний спін-офф
2 червня 2021 року Riot Games оголосила про свої плани розробити мобільну версію Valorant, яка, як повідомляється, стане першим кроком, який вона має намір зробити для розширення всесвіту гри. Оголошення було зроблено на честь першого року гри, до цього моменту з моменту її запуску кількість активних гравців досягла понад 14 мільйонів щомісяця.